# Bartholomew Ogbeche
Bartholomew Ogbeche (Ogoja, 1º ottobre 1984) è un ex calciatore nigeriano, di ruolo attaccante.

## Carriera

### Carriera
Ha giocato nella massima serie greca con il Kavala ed in quella francese con il Paris Saint Germain.

### Nazionale
Ha partecipato ai Mondiali del 2002.

## Statistiche

### Cronologia presenze e reti in nazionale
| Cronologia completa delle presenze e delle reti in nazionale ― Nigeria | Cronologia completa delle presenze e delle reti in nazionale ― Nigeria | Cronologia completa delle presenze e delle reti in nazionale ― Nigeria | Cronologia completa delle presenze e delle reti in nazionale ― Nigeria | Cronologia completa delle presenze e delle reti in nazionale ― Nigeria | Cronologia completa delle presenze e delle reti in nazionale ― Nigeria | Cronologia completa delle presenze e delle reti in nazionale ― Nigeria | Cronologia completa delle presenze e delle reti in nazionale ― Nigeria |
| Data                                                                   | Città                                                                  | In casa                                                                | Risultato                                                              | Ospiti                                                                 | Competizione                                                           | Reti                                                                   | Note                                                                   |
| ---------------------------------------------------------------------- | ---------------------------------------------------------------------- | ---------------------------------------------------------------------- | ---------------------------------------------------------------------- | ---------------------------------------------------------------------- | ---------------------------------------------------------------------- | ---------------------------------------------------------------------- | ---------------------------------------------------------------------- |
| 26-3-2002                                                              | Londra                                                                 | Nigeria                                                                | 1 – 1                                                                  | Paraguay                                                               | Amichevole                                                             | -                                                                      |                                                                        |
| 17-4-2002                                                              | Aberdeen                                                               | Scozia                                                                 | 1 – 2                                                                  | Nigeria                                                                | Amichevole                                                             | -                                                                      |                                                                        |
| 16-5-2002                                                              | Dublino                                                                | Irlanda                                                                | 1 – 2                                                                  | Nigeria                                                                | Amichevole                                                             | -                                                                      |                                                                        |
| 18-5-2002                                                              | Londra                                                                 | Giamaica                                                               | 0 – 1                                                                  | Nigeria                                                                | Amichevole                                                             | -                                                                      |                                                                        |
| 2-6-2002                                                               | Kashima                                                                | Argentina                                                              | 1 – 0                                                                  | Nigeria                                                                | Mondiali 2002 - 1º turno                                               | -                                                                      |                                                                        |
| 7-6-2002                                                               | Kobe                                                                   | Svezia                                                                 | 2 – 1                                                                  | Nigeria                                                                | Mondiali 2002 - 1º turno                                               | -                                                                      | 70’                                                                    |
| 29-5-2004                                                              | Londra                                                                 | Nigeria                                                                | 3 – 0                                                                  | Irlanda                                                                | Amichevole                                                             | 2                                                                      | 72’                                                                    |
| 31-5-2004                                                              | Londra                                                                 | Nigeria                                                                | 2 – 0                                                                  | Giamaica                                                               | Amichevole                                                             | 1                                                                      | 90+3’                                                                  |
| 5-6-2004                                                               | Abuja                                                                  | Nigeria                                                                | 2 – 0                                                                  | Ruanda                                                                 | Qual. Mondiali 2006                                                    | -                                                                      | 4’ 75’                                                                 |
| 5-9-2004                                                               | Harare                                                                 | Zimbabwe                                                               | 0 – 3                                                                  | Nigeria                                                                | Qual. Mondiali 2006                                                    | -                                                                      | 77’                                                                    |
| 9-10-2004                                                              | Libreville                                                             | Gabon                                                                  | 1 – 1                                                                  | Nigeria                                                                | Qual. Mondiali 2006                                                    | -                                                                      | 73’                                                                    |
| Totale                                                                 |                                                                        | Presenze                                                               | 11                                                                     |                                                                        | Reti                                                                   | 3                                                                      |                                                                        |

## Palmarès

### Club

#### Competizioni internazionali
- Coppa Intertoto UEFA: 1

Paris Saint-Germain: 2001

#### Competizioni nazionali
- ISL Shield: 1

Mumbai City: 2020-2021
- Indian Super League: 2

Mumbai City: 2020-2021
Hyderabad: 2021-2022

### Individuale
- Indian Super League Golden Boot: 1

2021-2022